# Уэстборн (Западный Суссекс)
Уэстборн (англ. Westbourn) — деревня и община в районе Чичестер Западного Суссекса, Англия. Расположена менее чем в километре к северо-востоку от Эмсворта(англ.). Община включает в себя поселения Вудманкот и Олдсворт, и однажды включала Саутборн(англ.) и Принстед к югу. Деревня стоит на р. Эмс(англ.) — маленькой речке, которая течет в Чичестерскую бухту(англ.) в Эмсворте.

## Этимология
Принято считать, что название деревни означает западная граница или западный ручей (англ. Westbourne; west — прил. западный и bourne — сущ. устар. граница, маленькая речка, ручей). Это название берет своё начало у реки Эмс, которая в былые времена называлась просто ручьем bourne и отмечала западный предел Суссекса.